# Panorpa carolinensis
Panorpa carolinensis is een insect uit de orde van de schorpioenvliegen (Mecoptera), familie van de schorpioenvliegen (Panorpidae). De wetenschappelijke naam van de soort is voor het eerst geldig gepubliceerd door Nathan Banks in 1905.
De soort komt voor in North Carolina en Tennessee (Verenigde Staten). De specimens die Banks beschreef waren verzameld door William Beutenmüller tijdens een van zijn expedities naar de Black Mountains van North Carolina in 1903 of 1904.